# 养利县
养利县，中国旧县名。
1912年由养利州改置，治所在桃城镇（今广西壮族自治区大新县驻地桃城镇）。1915年原本县承审之茗盈等三土司辖地划出置龙茗县。1929年又将所属万承土州析出，设置万承县。1952年撤销，与雷平、万承二县合并，设立大新县，驻地仍在桃城镇。